# Austrothaumalea minnamurrae
Austrothaumalea minnamurrae är en tvåvingeart som beskrevs av Günther Theischinger 1986. Austrothaumalea minnamurrae ingår i släktet Austrothaumalea och familjen mätarmyggor. Inga underarter finns listade.